# Neworleansblues
Neworleansblues is een subgenre van bluesmuziek die ontstaan is in de Amerikaanse stad New Orleans. Het genre is sterk beïnvloed door jazz en Caraïbische muziek. Bij deze bluesstijl zijn vooral de piano en blaasinstrumenten dominante instrumenten. Deze instrumenten, gespeeld in een combinatie van Caraïbisch ritme en dixielandstijl, creëren een vrolijke stijl van muziek, waar de neworleansblues zich door laat kenmerken.
De bluesstijl uit New Orleans kwam op in het begin van de 20e eeuw en was vooral in Louisiana populair. Bekende muzikanten die in deze bluesstijl speelden waren Professor Longhair, Guitar Slim en James Booker. De populariteit van het genre nam af in de jaren zestig door de opkomst en populariteit van rock-'n-roll en soul.